# Máltai főegyházmegye
A Máltai főegyházmegye a római katolikus egyház egyetlen főegyházmegyéje Máltán. Érseki székvárosa Mdina, főszékesegyháza a Szent Pál-székesegyház. Társszékvárosa Valletta, társszékesegyháza a  
Szent János-társkatedrális. Érseke Charles J. Scicluna, segédpüspöke Joseph Galea-Curmi. A főegyházmegyének egyetlen szuffragáns egyházmegyéje van, a Gozói egyházmegye.

## Története
Az első században alapított egyházmegye területe 1864. szeptember 22-én az akkor megalapított Gozói egyházmegye területével csökkent a mai méretére. 1944. január 1-én emelték főegyházmegye rangjára.

## Szomszédos egyházmegyék
- Gozói egyházmegye (északnyugat)
- Notói egyházmegye (észak)